# Jackie Autry
Jackie Autry (Jacqueline Evelyn Ellam)  nació el 2 de octubre de 1941 en Newark, Nueva Jersey, Estados Unidos. Es dueña del equipo de béisbol Los Angeles Angels of Anaheim. Su marido era el cantante, actor y empresario Gene Autry, del que enviudó.

## Carrera
Autry fue presidenta honoraria de la Liga Americana de las Grandes Ligas de béisbol desde el año 2000 al 2015. Su cometido principal era entregar el premio del campeonato de la Liga Americana, el trofeo de William Harridge, y el resto de premios, entre los que se incluyen: el American League Championship Series (ALSC) y el American League Championship Series Most Valuable Player (ALSC MVP). Del mismo modo, es la única mujer que forma parte de la Junta Directiva y del consejo de administración de las Grandes Ligas.
Asimismo, fue presidenta en La Cruz Roja Americana, donde se encargó de recaudar fondos para la construcción de un Banco de Sangre en el centro médico Eisenhower. A día de hoy, el Banco de Sangre sirve en siete zonas de hospitales en Palm Spring  y ella sigue formando parte de la Junta Directiva de dicho centro desde 1981, siendo la persona que más tiempo lleva allí. Además, cumple con otros cargos como: miembro de la Junta Directiva del centro no lucrativo para niños Barbara Sinatra,  presidenta de la compañía editorial de música de Gene Autry (que alberga cuatro compañías más) y de la Fundación Autry, creada por Gene e Ina Autry. Los fondos de esta fundación se dirigen a la construcción de un museo de historia del mundo occidental de 13 700 metros cuadrados, contiguo al zoo de Los Ángeles. En estos momentos, el museo, llamado the Autry National Center, alberga otros dos: the Museum of the American West y the Southwest Museum of the American Indian; y un centro de estudios: the Institute for the Study of the American West.
Después de 13 años, se retiró del cargo de presidenta del consejo de la fundación y actualmente desempeña el de presidenta emérita y el de directora vitalicia. También, es la vicepresidenta y accionista mayoritaria del Grupo de Tecnologías Aeroespaciales (Aerospace Technologies Group). Esta entidad se encarga de tintar las ventanas tanto de los aviones privados como de los comerciales. Junto con su compañero Dennis Osborne, es la coproductora de la compañía Control Freak Productions, donde se escriben guiones cinematográficos, normalmente nacionales.

## Vida personal
Hoy en día, está prejubilada, sigue llevando las inversiones financieras y asistiendo a los partidos de béisbol de Los Ángeles, además de realizar muchos viajes. Tiene dos casas en California: una se encuentra en Palm Spring y la otra, en Studio City.
En 2007, Autry ganó el premio Golden Boot por las contribuciones hechas al género televisivo y cinematográfico occidental. Ese mismo año, participó en el documental Gene Autry: White Hat, Silver Screen, y en el 2009, en el de When Dream Worlds Collide.
El 25 de noviembre de 2010 (el Día de Acción de Gracias), Autry atropelló a un vagabundo, llamado Jesus Cardova Diaz, mientras conducía por Palm Spring. No se presentaron cargos de ningún tipo contra ella, ya que estaba totalmente sobria y fue el mendigo quien se cruzó.